# Sredets (distrikt i Bulgarien, Smoljan)
Sredets (bulgariska: Средец) är ett distrikt i Bulgarien.   Det ligger i kommunen Obsjtina Nedelino och regionen Smoljan, i den södra delen av landet, 200 km sydost om huvudstaden Sofia.
I omgivningarna runt Sredets växer i huvudsak blandskog. Runt Sredets är det ganska glesbefolkat, med 42 invånare per kvadratkilometer.